# Nicolò Garibbo
Nicolò Garibbo, né le 29 juin 1999 à Imperia, est un coureur cycliste italien.

## Biographie
Nicolò Garibbo est originaire d'Imperia, une commune située dans la région de Ligurie. Il participe à ses premières compétitions vers l'âge de dix ans au sein de l'ASD Andora. Cycliste amateur, il a obtenu un diplôme dans le domaine des sciences du sport,.
En catégorie junior, il s'impose à une reprise et obtient cinq podiums. Après ces résultats, il évolue au sein des clubs Overall, Velo Racing Palazzago puis Maltinti Lampadari lors de ses quatre saisons espoirs (moins de 23 ans). Il effectue par ailleurs un stage au sein de l'équipe continentale D'Amico-Utensilnord en 2018. 
En juillet 2022, il remporte le Grand Prix de la ville de Montegranaro. Il intègre ensuite le Gragnano Sporting Club en 2023. Bon puncheur, il se distingue chez les amateurs en obtenant quatre victoires et diverses places d'honneur. Il gagne également la dernière étape et le classement général du Tour du Kosovo.   
En 2024, il rejoint l'équipe continentale Technipes-#inEmiliaRomagna. Au printemps, on le retrouve notamment dans une échappée sur la deuxième étape de la Semaine internationale Coppi et Bartali. Il termine également douzième du Tour de Romagne, au milieu des professionnels. 

## Palmarès
- 2019
  - 3e du Mémorial Daniele Tortoli
- 2022
  - Grand Prix de la ville de Montegranaro
  - 3e du Mémorial Maurizio Bresci
  - 3e du Trofeo SC Corsanico
- 2023
  - Mémorial Daniele Tortoli
  - Trofeo Città di San Giovanni Valdarno
  - Mémorial Maurizio Bresci
  - Trofeo Comune di Lastra a Signa
  - Tour du Kosovo :
    - Classement général
    - 3e étape

  - 2e du Giro del Montalbano
  - 2e de la Freccia dei Vini
  - 2e du Trophée de la ville de Lucques
  - 3e de la Coppa Penna
  - 3e du Giro delle Valli Aretine
  - 3e du Mémorial Claudia
  - 3e du Trofeo SC Corsanico
  - 3e du Gran Premio Industria del Cuoio e delle Pelli
  - 3e de la Coppa Collecchio
- 2024
  - Trophée Matteotti amateurs
  - Grand Prix de la ville d'Empoli
  - 2e du Trofeo di Monte Urano
  - 2e du Giro del Montalbano
  - 2e du Trofeo Sportivi di Briga
  - 3e du Giro del Valdarno

### Classements mondiaux
| Année                                 | 2023  | 2024  |
| ------------------------------------- | ----- | ----- |
| Classement mondial                    | 1166e | 2429e |
|                                       |       |       |
| Légende : nc = non classéSource : UCI |       |       |